# Evgheni Grișin
Evgheni Romanovici Grișin (în rusă Евгений Романович Гришин; n. 23 martie 1931 – d. 9 iulie 2005) a fost un patinator rus, specializat în patinaj viteză. Grișin a aparținut de clubul ȚSKA Moscova. El a devenit campion european în 1956, și a câștigat patru medalii olimpice de aur, câte două la probele de patinaj viteză de 500 de metri și altele două la 1500 metri la Jocurile Olimpice de iarnă din 1956, respectiv 1960 (fiind la egalitate la 1500 de metri cu Iuri Mihailov la olimpiada din '56 și cu Roald Aas la cea din '60), concurând pentru echipa URSS-ului. Împreună cu compatrioata sa, Lidia Skoblikova, el a fost cel mai de succes atlet de la Jocurile Olimpice de iarnă din 1960.
Grișin a fost primul patinator care a reușit să scoată un timp mai bun de 40 de secunde pe distanța de 500 m, 39,6 secundă într-o cursă de antrenament în Squaw Valley în 1960, imediat după Jocurile Olimpice de iarnă care au avut loc în aceeași locație. Acest rezultat nu a fost însă recunoscut oficial ca record mondial. Trei ani mai târziu, în perioada 27-28 ianuarie 1963, el a stabilit în mod oficial două recorduri recunoscute la nivel mondial: 39,6 și 39,5 pe pista Medeo. De asemenea, el a câștigat două medalii de bronz la Campionatele Mondiale din 1954 și 1956.
De-a lungul carierei sale Grișin a stabilit șapte recorduri mondiale; recordul său de 1:22.8 la 1000 m nu a fost doborât în următorii 12 ani.

## Recorduri mondiale
De-a lungul carierei sale, Grișin a stabilit șapte recorduri mondiale:
| Disciplina | Timp   | Data             | Locație  |
| ---------- | ------ | ---------------- | -------- |
| 1500 m     | 2:09.8 | 10 ianuarie 1955 | Medeo    |
| 1000 m     | 1:22.8 | 12 ianuarie 1955 | Medeo    |
| 500 m      | 40.2   | 22 ianuarie 1956 | Misurina |
| 500 m      | 40.2   | 28 ianuarie 1956 | Misurina |
| 1500 m     | 2:08.6 | 30 ianuarie 1956 | Misurina |
| 500 m      | 39.6   | 27 ianuarie 1963 | Medeo    |
| 500 m      | 39.5   | 28 ianuarie 1963 | Medeo    |

Sursa: SpeedSkatingStats.com